# Elecciones parlamentarias de Maldivas de 2005
Las elecciones parlamentarias se llevaron a cabo en Maldivas el 22 de enero de 2005, siendo las últimas elecciones durante el régimen apartidista, en el que era ilegal formar cualquier tipo de partido político. Estaban planeadas para el 31 de diciembre de 2004, pero el terremoto del océano Índico el 25 de diciembre las retrasó varias semanas.
Todos los 149 candidatos se presentaron como independientes, aunque su afiliación política real era conocida por los votantes. 20 candidatos electos apoyaron al Presidente incumbente, Maumoon Abdul Gayoom fueron elegidos, mientras que 8 fueron seleccionados por el mandatario, siendo la fuerza más grande del Majlis de las Maldivas. Le seguían los candidatos que apoyaban al Partido Democrático de las Maldivas con 10 parlamentarios electos.
El 2 de junio de ese mismo año, el Majlis votó por unanimidad reconocer los partidos políticos del país.

## Resultados
| Grupo                                           | Votos   | %     | Escaños |
| ----------------------------------------------- | ------- | ----- | ------- |
| Apoyaron al gobierno                            | 71,558  | 32.29 | 20      |
| Apoyaron al Partido Democrático de las Maldivas | 68,931  | 31.10 | 18      |
| Independientes que no apoyaron a ningún grupo   | 81,125  | 36.61 | 4       |
| Elegidos por el presidente                      | –       | –     | 8       |
| Votos en blanco/inválidos                       | 3,636   | –     | –       |
| Total                                           | 225,250 | 100   | 42      |
| Votantes registrados/participación              | 156,267 | 71.29 | –       |
| Fuente: IFES, IPU                               |         |       |         |